# Daniel Grolle
Daniel Grolle (* 15. Januar 1963 in Gießen) ist ein deutscher Schriftsteller und Tai-Chi-Ausbilder.

## Leben
Nach dem Besuch von Schulen in Oldenburg und Hamburg unternahm Daniel Grolle Auslandsreisen und begann, als Filmemacher und Schriftsteller zu veröffentlichen. Ab 1980 erhielt er bei diversen Lehrern eine Einführung in das Tai Chi Chuan.
Daniel Grolle ist Initiator des Taijiquan und Qigong Netzwerkes Deutschland e.V. und Europameister in Taijiquan. Er leitet eine Schule für Tai Chi, Tuishou und Meditation in Hamburg. Er gibt Workshops in ganz Europa.
Daniel Grolle ist auch Verfasser von Kurzprosa und Tai-Chi-Büchern. Für seine schriftstellerischen Arbeiten erhielt er 1986 das Ernst-Willner-Stipendium beim Ingeborg-Bachmann-Wettbewerb in Klagenfurt sowie 1987 den Förderpreis der Rudolf-Alexander-Schröder-Stiftung.

## Werke
- Ein Soldat und ein Verweigerer, NDR
- Überleben im Urwald, ZDF
- Keinen Schritt weiter, Luchterhand, Darmstadt 1986, ISBN 3-472866-41-1
- Tai Chi spielen , Bacopa 2015, ISBN 978-3-902735-72-0